# Eryk Kopczyński
Eryk Wacław Kopczyński (c. 1980) – polski sportowiec startujący w zawodach informatycznych. Autor gry HyperRogue. Doktor habilitowany informatyki. Nauczyciel akademicki (adiunkt) na Wydziale Matematyki, Informatyki i Mechaniki Uniwersytetu Warszawskiego.

## Gra HyperRogue[2]
Jest to gra komputerowa typu roguelike, dziejąca się w świecie o geometrii hiperbolicznej. Gra jest dostępna w wersji online oraz na platformach: Steam(Windows, GNU/Linux i OSX), itch.io
, Google Play i iTunes.

## Największe sukcesy w konkursach algorytmicznych[8]
- 2014 TopCoder, San Francisco, CA: półfinalista (+dzika karta) w kategorii open(TopCoder Open).
- 2008 TopCoder, Las Vegas, NV: trzecie miejsce w kategorii open(TopCoder Open).
- 2007 TopCoder, Las Vegas, NV: trzecie miejsce w kategorii open(TopCoder Open).
- 2006 TopCoder, San Diego, CA: siódme miejsce w kategorii TopCoder Collegiate Challenge
- 2006 TopCoder, Las Vegas, NV: półfinalista w kategorii open(TopCoder Open).
- 2005 TopCoder, Santa Clara, CA: pierwsze miejsce w kategorii open(TopCoder Open).
- 2005 TopCoder, Santa Clara, CA: piąte (w przybliżeniu) miejsce w kategorii TopCoder Collegiate Challenge
- 2004 TopCoder, Boston, MA: szóste (w przybliżeniu) miejsce w kategorii TopCoder Collegiate Challenge